# Monica Rüthers
Monica Rüthers (* 21. Dezember 1963 in Münster) ist eine Schweizer Historikerin.
Die 1963 in Münster geborene Monica Rüthers, Tochter aus der Ehe des deutschen Rechtswissenschaftlers Bernd Rüthers und der rätoromanischen Lyrikerin Tresa Rüthers-Seeli wuchs in West-Berlin und am Bodensee auf. Sie studierte von 1984 bis 1989 Geschichte und Germanistik an der Universität Basel. Von 1991 bis 2001 war sie Assistentin am Lehrstuhl für Osteuropäische und Neuere Allgemeine Geschichte bei Heiko Haumann am Historischen Seminar der Universität Basel. 1995/96 wurde sie in Basel bei Haumann über Lebensentwürfe ostjüdischer Frauen im 19. Jahrhundert promoviert. Dabei untersuchte sie an drei autobiografischen Texten von Frauen den Wandel ostjüdischer Lebenswelten sowie deren Wahrnehmung und Deutung durch jüdische Frauen. Rüthers übernahm Lehraufträge an den Universitäten Basel, Zürich, Bern und Luzern. Von 1997 bis 2001 war sie im Auftrag der Stadt Kreuzlingen Leiterin eines Forschungsprojekts zur Stadtgeschichte. 2006 erfolgte ihre Habilitation in Basel mit der Studie Öffentlicher Raum und gesellschaftliche Utopie. Stadtplanung, Kommunikation und Inszenierung von Macht in der Sowjetunion am Beispiel Moskaus, 1917–1964.
Von 2006 bis 2008 war sie assoziierte Professorin für Zeitgeschichte an der Universität Fribourg. Rüthers war 2008/09 Lehrstuhlvertreterin für osteuropäische Geschichte an der Universität Konstanz. 2010 nahm sie einen Ruf auf die Professur für Europäische Geschichte mit Schwerpunkt Osteuropa an der Universität Hamburg an. Rüthers war von Oktober 2017 bis September 2018 Forschungsstipendiatin des Historischen Kollegs München. Im Kollegjahr 2017/2018 lag der Schwerpunkt auf der Ikonografie der sowjetischen Kindheit.
Forschungsschwerpunkte von Rüthers sind unter anderem die Ikonografie der sowjetischen Kindheit, die Geschichte des Konsums in Gesellschaften sowjetischen Typs, die Geschichte der osteuropäischen Juden und Bildwelten im Sozialismus.

## Schriften (Auswahl)
Monografien
- Juden und Zigeuner im europäischen Geschichtstheater. „Jewish Spaces“/„Gypsy Spaces“ – Kazimierz und Saintes-Maries-de-la-Mer in der neuen Folklore Europas. transcript-Verlag, Bielefeld 2012, ISBN 978-3-8376-2062-7.
- Moskau bauen von Lenin bis Chruščev. Öffentliche Räume zwischen Utopie, Terror und Alltag. Böhlau, Wien u. a. 2007, ISBN 978-3-205-77490-7 (Zugleich: Basel, Universität, Habilitations-Schrift, 2006) (Besprechung auf H-Soz-Kult).
- Tewjes Töchter. Lebensentwürfe ostjüdischer Frauen im 19. Jahrhundert (= Lebenswelten osteuropäischer Juden. Bd. 2). Böhlau, Köln u. a. 1996, ISBN 3-412-03796-6 (Zugleich: Basel, Universität, Dissertation, 1995).

Herausgeberschaften
- mit Carmen Scheide, Julia Richers und Eva Maurer: Soviet space culture. Cosmic enthusiasm in socialist societies. Palgrave Macmillan, Basingstoke u. a. 2011, ISBN 978-0-230-27435-8.
- mit Carmen Scheide: Moskau. Menschen, Mythen, Orte. Böhlau, Köln u. a. 2003, ISBN 3-412-04703-1.
- mit Michael Bürgi und Astrid Wüthrich: Kreuzlingen (Kinder, Konsum und Karrieren. 1874–2000). Mit Beiträgen von Eva Büchi, Michael Bürgi, Diane Fischer, Patrick Kupper, Martin Leschhorn, Barbara Rettenmund, Monica Rüthers, Sabine Strebel, Werner Trapp, Reto Wissmann, Astrid Wüthrich und Thomas Zürcher. Wolfau-Druck Rudolf Mühlemann, Weinfelden 2001, ISBN 3-85809-124-3.